# Тараканов, Валентин Семёнович
Валентин Семёнович Тараканов (род. 1956, Красноярск) — советский самбист и дзюдоист, призёр чемпионатов СССР и Европы по дзюдо, призёр Спартакиад дружественных армий по дзюдо, победитель чемпионата дружественных армий 1979 года по дзюдо, мастер спорта России международного класса.

## Биография
В начале спортивной карьеры в спортивном обществе «Динамо» (Красноярск) тренировался под руководством Эдуарда Агафонова. Также выступал в борьбе самбо. В 1975 году был чемпионом СССР по самбо среди юниоров.. Председатель Коллегии судей Свердловской области.

## Спортивные достижения
- Чемпионат СССР по дзюдо 1979 года — ;
- Чемпионат СССР по дзюдо 1980 года — .

## Награды
- Орден Дружбы (14 октября 2020) — за заслуги в развитии физической культуры и спорта, активную общественную деятельность[2].